# Mazu Daoyi
Mazu Daoyi (właściwie Jiangxi Daoyi; chiń. 馬祖道一, pinyin Mǎzǔ Dàoyī; kor. 마조도일 Majo Toil; jap. Baso Dōitsu; wiet. Mã Tổ Đạo Nhất; ur. 709, zm. 13 marca 788) – chiński mistrz chan, założyciel szkoły hongzhou, jeden z najbardziej wpływowych i poważanych mistrzów w historii zenu.

## Życiorys

### Wczesne lata
Pochodził z powiatu Sifang w prefekturze Hanzhou (漢州), w prowincji Jiannan (obecnie jest to prowincja Syczuan), na północ od stolicy prowincji – Chengdu.
Jego rodzinnym nazwiskiem było Ma (馬, Koń) – później, gdy już jego status jednego z największych mistrzów chan stał się oczywisty, dodano do jego rodowego nazwiska słowo patriarcha – chiń. zu. Nie ma pewnych źródeł zawierających informacje o statusie jego rodziny, jednak na jego steli nagrobnej znajduje się informacja, iż w dzieciństwie studiował kanon konfucjański. Sugeruje to, że otrzymał klasyczne wykształcenie. To implikuje jego szlachetne pochodzenie.
Z tej samej noty biograficznej dowiadujemy się, że już jako dziecko wyróżniał się od otoczenia zarówno wyglądem, jak i zachowaniem. Nie bawił się z innymi dziećmi, nie grał w żadne gry. Stał imponująco jak góra i był spokojny jak zatamowana woda na głębokiej rzece. Wspomina się o jego szerokim i długim języku i znakach na stopach, co ma związek z 32 fizycznymi znakami Buddy. Dodawanie takich cech wybitnym mistrzom, wcale nie było takie wyjątkowe w hagiografii chan. Źródłem tego są jeszcze wcześniejsze świeckie biografie dynastyczne.
Jako nastolatek wstąpił do klasztoru w Zizhong w swojej rodzinnej prowincji i otrzymał imię Daoyi. Biografia ze steli sugeruje także jego powody wstąpienia do zakonu buddyjskiego. Jeszcze jako młodzieniec zaczął uważać dziewięć [starożytnych] szkół myśli i sześć [konfucjańskich] klasycznych dzieł za niedostateczne. Będąc, ostatecznie, [zwykłymi] narzędziami rządzenia światem, jak mogły być środkami, które pomagają przekroczyć świat? Jedynie właściwe przebudzenie [buddyjskich] metod wyzwolenia jest miejscem umysłu tych, którzy posiedli najwyższą mądrość.

### Wczesne lata w zakonie
Pierwszym buddyjskim nauczycielem Mazu był wielebny Tang Chuji (684–734). Jego linia przekazu Dharmy wyglądała następująco:
1. Bodhidharma (zm. 543?)
2. Huike (487–594)
3. Sengcan (zm. 606)
4. Daoxin (579–651)
5. Hongren (601–674)
6. Zizhou Zhishen (609–702) znajduje się na liście 10 największych uczniów Piątego Patriarchy.
7. Tang Chuji (684–734)
8. Jingzhong Wuxiang (684–762) koreański mistrz chan, kor. Kim Musang.

Tang był znaną postacią w lokalnych syczuańskich kręgach chan. Ta syczuańska szkoła chan najbardziej znana jest pod nazwą baotang. Czyli Mazu od samego początku był związany ze zrewoltowanymi osobistościami wczesnego ruchu chan. Wiadomo, że został pełnym mnichem (skt bhikṣu) w 728 r., czyli w wieku 20 lat, co było zgodne z regułami Winaji. Jednak nie wiadomo, gdzie jego ordynacja się odbyła; według biografii Mazu zamieszczonej w Song gaoseng zhuan ceremonia odbyła się w Yuzhou (obecnie w powiecie Ba w prow. Syczuan), podczas gdy według biografii ze steli – w Baxi (obecnie w powiecie Minyang w prow. Syczuan). Ceremonię przeprowadził nauczyciel Winaji, czyli lüshi Yuan.
Następnie Ma był uczniem znakomitego mistrza chan, Koreańczyka Kima Musanga, który przybył do Chang’anu z Korei w 728 r. i stał się liderem ruchu chan w Syczuanie. Prowadził oficjalny klasztor Jingzhong, w którym także regularnie wyświęcano mnichów.

### Opuszczenie Syczuanu – podróż na wschód
Niedługo po przyjęciu ślubowań mnisich Mazu, najprawdopodobniej ok. 735 r., opuścił Syczuan. Przekroczył właśnie 25 r. życia i najwyraźniej myślał o swojej karierze mnisiej. W Syczuanie było wiele klasztorów, ale jednak były to peryferie imperium chińskiego. Wielu wybitnych mnichów z Syczuanu przenosiło się do innych regionów Chin. Po prostu szansa znalezienia wybitnego nauczyciela była dużo większa w innych rejonach kraju. W pewien sposób sytuacja mnichów chan z Syczuanu była podobna do sytuacji mnichów chan z Korei, którzy w poszukiwaniu wielkich mistrzów chan przybywali do imperium. Prawdopodobnie towarzyszem jego podróży był także uczeń mistrza Chuji – Nanyue Chengyuan (712–802), bowiem obaj znaleźli się w tym samym czasie w Jingzhou we wschodnim rejonie Shannan (w dzisiejszej prowincji Hubei). Zongmi w swojej biografii mistrza Mazu napisał, że przebywał on przez jakiś czas w odludnym miejscu na górze Mingyue w Jingnan (inna nazwa Jingzhou).

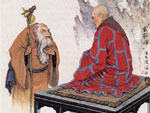
Mistrz chan Mazu Daoyi

### Praktyka u mistrza chanNanyuego Huairanga
Tekst Quana ze steli sugeruje, że Mazu już wcześniej słyszał o mistrzu Huairangu (677–744), rezydującym na górze Nanyue w Hunanie. Najpewniej nie jest to jednak prawda, gdyż w okresie syczuańskim Mazu, Nanyue Huairang był jeszcze bardzo mało znanym mistrzem chan, na dodatek przebywającym bardzo daleko od Syczuanu. Bardziej prawdopodobne wydaje się to, że Mazu usłyszał o mistrzu po przybyciu do Jingzhou, gdzie Huairang lokalnie był bardziej znany. Za swojego życia Huairang nigdy nie zyskał wielkiej sławy; tak naprawdę był bardzo mało znanym mnichem chan. Najwcześniejsza wersja Liuzu dashi fabao tanjing (czyli biografia Szóstego Patriarchy Huinenga), w ogóle go nie wymienia wśród uczniów Huinenga. Stał się sławny jako nauczyciel Mazu i jakby pośrednik pomiędzy Huinengiem a Mazu.
Po opuszczeniu góry Mingyue (ok. 738 r.) Mazu udał się na pielgrzymkę, podczas której odwiedzał klasztory. W czasie odwiedzin klasztoru na górze Nanyue, Mazu spotkał mistrza Huairanga i został jego uczniem. Według Chuangdeng lu Huairang zobaczył Mazu siedzącego w medytacji w klasztorze Chuanfa i spytał go
Dlaczego siedzisz w medytacji?
Ponieważ chcę stać się Buddą.
Po tych słowach Huairang wziął cegłę i zaczął ją polerować o kamień przed jego pustelnią. Zaskoczony Mazu spytał
Dlaczego polerujesz tę cegłę?
Poleruję ją na lustro.
Ale jak polerując cegłę można zrobić lustro?!
Jeśli ja nie mogę zrobić lustra polerując cegłę, to jak ty możesz stać się Buddą przez siedzenie w medytacji?
Zatem cóż powinienem robić?
Kiedy wóz ciągnięty przez wołu zatrzymuje się, to uderzasz wóz czy wołu?
Mazu nie potrafił nic powiedzieć. Więc Huairang kontynuował
Czy praktykujesz siedzenie w medytacji czy praktykujesz siedzieć jak Budda? Jeśli chodzi o siedzenie w medytacji, to medytacja nie jest ani siedzeniem ani leżeniem. Jeśli chodzi o siedzieć jak Budda, to Budda nie był przywiązany do formy. W tej nietrwałej dharmie nie powinno się ani chwytać, ani odrzucać. Jeśli starasz się siedzieć jak Budda, to właśnie zabijasz Buddę. Jeśli jesteś przywiązany do formy siedzenia, to wtedy nie przeniknąłeś istoty.
Po tych słowach Mazu czuł się jakby spróbował ghee. Pokłonił się i spytał
Jak czyjś umysł może stać się takim, że będzie zgodny z bezkształtnym samādhi?
Twoje studia nauk o podstawie umysłu są jak zasianie nasiona. Moja nauka o istocie Dharmy jest jak błogosławieństwo nieba. Ponieważ masz tę okazję [spotkania z nauczycielem], uświadomisz sobie Drogę.
Mazu znów spytał
Ta Droga nie ma cech formy, jak więc może być uświadomiona?
Oko Dharmy z podstawy umysłu może uświadomić sobie Drogę. Tak samo jest z bezkształtnym samādhi.
Czy jest to wciąż podległe stawaniu się i zanikaniu?
Jeśli postrzegasz Drogę przez takie pojęcia jak stawanie się i zanikanie, gromadzenie i rozpraszanie, to wtedy nie jesteś naprawdę na Drodze. Posłuchaj mojego wiersza
Podstawa umysłu zawiera różne nasiona,
Z deszczem w kiełki się one rozwiną.
Kwiat samādhi jest bezkształtny,
Jakże więc może podlegać stawaniu się czy zanikaniu?
Wiersz ten symbolizuje przekaz Dharmy Buddy lub też oświecenia Buddy od Huairanga do Mazu. Jaką rangę nadali późniejsi historycy chan temu wydarzeniu świadczy fakt, że Mazu jest jedynym mnichem po Huinengu, któremu przy przekazie towarzyszył wiersz. Sugerowało to wcześniejszą, ortodoksyjną, patriarchalną formę przekazu, która istniała właśnie do Huinenga.
Ponieważ wiadomo, że Mazu odszedł od Huairanga jeszcze przed jego śmiercią w roku 744, to relatywnie spędził na Nanyue krótki okres, najpewniej od 736 do 740 r. lub nawet krócej.

### Początki nauczania – pobyt wFujianiJiangxi
Po odejściu od mistrza Huairanga Mazu podróżował na wschód. W końcu zatrzymał się na górze Fojiyan (Ślad Buddy) w Jianyang (dzisiaj jest to północna część prowincji Fujian, blisko granicy z Jiangxi), wówczas część wschodniego Jiangnanu. Przekroczył 30 r. życia. Wtedy pojawili się u niego pierwsi uczniowie. Znane są nazwiska czterech z jego uczniów z Fojiyan. Byli to wspomniani powyżej Ziyu Datong i Ganquan Zhixian (bd) oraz Tianmu Mingjue (zm. 831?) i Dazhu Huihai.
W 742 lub w 743 r. Mazu opuścił Fujian i udał się na zachód do Jiangxi. Początkowo zatrzymał się na górze Xili w Fuzhou (w zachodniej części powiatu Linchuan), a później przeniósł się bardziej na południe na górę Gonggong w Qianzhou. W Linchuan przebywał prawdopodobnie od 743 do co najmniej 750 r. i towarzyszył ma tam Ziyu Datong. Potem doszli jeszcze Chao’an (bd) i ok. 15-letni Xitang Zhizang (735–914) oraz wielu innych uczniów.
Góra Gonggong położona jest w południowej części prow. Jiangxi w rejonie Nankangu. Mazu pozostał tu przez ponad dziesięć lat. Przez ten czas stopniowo doszedł do pozycji jednego z wiodących mistrzów tego regionu. Liczba jego uczniów wzrastała nieustannie i byli wśród nich: Baizhang Huaihai (720–814), Yanguan Qi’an (752–841), Ezhou Wudeng (749–830) i Funiu Zizai (741–841).
Wtedy też Mazu nawiązał kontakty z wysoko postawionymi urzędnikami rządowymi. Poparcie jakiego mu udzielono pomagało mu w prowadzeniu coraz bardziej powiększającej się kongregacji mnisiej w jego klasztorze. Ustanowienie przez Mazu pewnych zasad, czyli z jednej strony osobistych relacji pomiędzy Mazu i jego uczniami, a z drugiej – pomiędzy nim a lokalnymi intelektualistami i władzami, pozwoliło mu na stworzenie pewnego stałego szkieletu instytucjonalnego wsparcia, które w ciągu następnych dziesięcioleci pozwoliło szkole hongzhou na rozkwit i dalszą ekspansję. Pierwszym takim świeckim patronem stał się miejscowy prefekt Peixu (719–793), który zresztą został uczniem Mazu w 766 r.

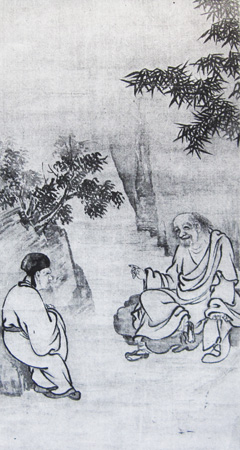
Mistrz chan Mazu Daoyi i Pangyun – mal. Muqi (1232)

### Hongzhou
Mazu opuścił górę Gonggong prawdopodobnie ok. 770 r. Stela nagrobna informuje, że został zaproszony przez cywilnego gubernatora w Hongzhou Lu Sigonga (711–781). Nie jest jasne, czy Mazu był już wtedy w Hongzhou, czy opuścił Gonggong dopiero po zaproszeniu.
Część uczniów przeniosła się razem z mistrzem; był wśród nich Baizhang Huaihai. Część natomiast pozostała w starym klasztorze. Mazu przekazał prowadzenie wspólnoty Xitangowi Zizangowi, który stał się jego głównym uczniem.
Mazu został opatem klasztoru Kaiyuan, który należał do sieci klasztorów sponsorowanych przez państwo. Znajdował się w stolicy prefektury Hongzhou, blisko granicy pomiędzy powiatami Nanchang i Xinjian. Był to jeden z głównych klasztorów w tym rejonie; jako oficjalny kompleks miał najpewniej wsparcie miejscowego rządu. Prawdopododobnie mistrz otrzymał to stanowisko także przy pomocy władz. Jakim cieszył się poparciem świadczy sprawa zanotowana w jego biografii Song gaoseng zhuan. Mniej więcej w tym czasie ukazał się edykt cesarski, nakazujący wszystkim mnichom natychmiastowy powrót do klasztorów, gdzie byli zarejestrowani. Nie wiadomo gdzie był zarejestrowany Mazu, ale na pewno nie był to Kaiyuan si (chiń. si oznacza klasztor). Następca Lu Sigonga, nowy cywilny gubernator Jiangxi – Baofang (723–790) pomógł mistrzowi obejść rozkaz i pozostać w Kaiyuan.
Mazu rezydował w klasztorze ponad 20 lat. W miarę jak jego sława rosła, przyciągał coraz większą liczbę uczniów, nie tylko z południa, ale z całego imperium. Byli wśród tak wybitni mnisi jak Nanquan Puyuan (748–835), Fenzhou Wuye (761–823), Guizong Zhichang (bd), Xingshan Weikuan (755–817), Zhangjing Huaihui (756–815), Danxia Tianran (739–824), Dongsi Ruhui (744–823), Tianhuang Daowu (748–807) i Furong Taiyu (747–826).
W 788 r. – w roku swojej śmierci – Mazu miał 79 lat. Był mnichem od lat sześćdziesięciu, a nauczycielem chan od lat czterdziestu. Jego życie było pasemem sukcesów. Był przywódcą dużej i nieustannie rozwijającej się mnisiej społeczności. Jego efektywny styl nauczania przysporzył mu wielu uczniów i przyniósł mu sławę. Był ważną i szanowaną religijną postacią rejonu, a w skali całego imperium był wiodącym mistrzem chan.
Na miesiąc przed śmiercią Mazu udał się na górę Shimen w Jianchang (północno-zachodni róg prefektury Hongzhou). Na tej górze odpoczywał po trudach nauczania. Po jego śmierci, to miejsce stało się centrum religijnym szkoły hongzhou. Najpewniej nawiązał wtedy bliskie stosunki ze wspólnotą klasztoru Letan na tej górze. Było to z pewnością spokojniejsze miejsce od ruchliwego, miejskiego Kaiyuan.
Napis na steli informuje, że w pewnym momencie podczas wędrówki na górę Shimen Mazu powiedział Kiedy nadejdzie następny miesiąc, powrócę tu. Zapamiętajcie to. Shimen miało się stać miejscem, gdzie chciał spocząć po śmierci. Wszystkie wczesne źródła stwierdzają, że ogłosił swoją śmierć w następnym miesiącu spokojnie, powściągliwie i z wielką godnością.
Podczas jego ostatnich dni, gdy był już chory, nieustannie przebywał koło niego następny cywilny gubernator prowincji Li Jian (bd), także jego oddany uczeń. Mistrz udzielał mu także ostatnich nauk.
Mazu zmarł pierwszego dnia drugiego miesiąca czwartego roku ery Zhenyuan, czyli 13 marca 788 r. W ostatnim dniu swojego życia mistrz wykąpał się, następnie usiadł w pozie medytacyjnej ze skrzyżowanymi nogami i wszedł w wygaśnięcie, czyli nirwanę.
Mimo tego, nie wiadomo gdzie zmarł Mazu. W dopisku do wydania Chuandeng lu z okresu Song, stwierdza się, że zmarł w swoim głównym klasztorze Kaiyuan i następnie został przeniesiony na górę Shimen i tam skremowany. Jest także możliwe, że Mazu nie powrócił już z Shimen do Kaiyuan i zmarł na tej górze. Z kolei ceremonia pogrzebowa była zaaranżowana na naprawdę dużą skalę, w obecności gubernatora i notabli oraz większości uczniów mistrza, iż można zakładać, że odbyła się ona raczej w stolicy prowincji, a nie w odległym górskim klasztorze. Jego ceremonię pogrzebową można było porównać jedynie do dwóch ceremonii buddyjskich w historii Chin: pogrzebu Shandao (613–681) i Songshana Puji (651–739).
W klasztorze Letan uczniowie wybudowali pagodę upamiętniającą mistrza; została ona ukończona w 791 r. i otrzymała nazwę Da Zhuangyan (Wielka Ozdoba). Inskrypcję napisał Quan Deyu. Cesarz Xianzong w czasie ery Yuanhe (806–820) uhonorował mistrza Mazu tytułem Daji Chanshi – Mistrz chan Wielkiego Spokoju.
Podczas wielkich prześladowań buddyzmu za cesarza Huichanga w latach 841–845 klasztor i pagoda zostały zniszczone. Następny cesarz Xuanzong (pan. 846–859), nakazał aktualnemu gubernatorowi prow. Jiangxi – Peixiu (787?–860) odbudować klasztor i pagodę.
Występuje w gong’anach 3, 53, 73 z Biyan lu, 6, 36, 90 z Congrong lu i 30, 33 z Bezbramnej bramy.

## Uczniowie
Dzięki swoim rewolucyjnym metodom, Mazu miał 145 uczniów, których nazwiska zostały zapisane w różnych tekstach. Rozproszyli się oni następnie właściwie po całych Chinach, przenosząc nauki szkoły hongzhou
Oto lista rozproszenia się uczniów po różnych prowincjach.
- Anhui – 6
- Fujian – 4
- Guangdong – 6
- Hebei – 5
- Henan – 4
- Hubei – 11
- Hunan – 13
- Jiangxi – 21
- Jiangsu – 7
- Shandong – 1
- Shanxi – 11
- Shaanxi – 11
- Zhejiang – 11
- Brak pewnych informacji i inni – 28

Razem – 139
Seizan Yanagida wymienia 153 uczniów Mazu, jednak według Jinhua Jia są tam trzy powtórzenia: Guiyang Wuliao powtarza się dwukrotnie, Dayang Xiding i Dayang heshang są ewidentnie tą samą osobą, tak jak Jingzhao Zhizang i Zhizang.

## Nauki

### Nieprzywiązanie
Jest to niewątpliwie kluczowy element nauk Mazu, a zatem i jego szkoły hongzhou.
Duchowa praktyka prowadziła do stanu nieprzywiązania i transcendencji, w którym wszelkie dualistyczne myśli są eliminowane. Mazu nie tolerował żadnych przywiązań: ani do doktryny, ani do praktyki, ani do doświadczenia, ani nawet do pojęć o nieprzywiązaniu i niedualności. Doskonałość stanu wyzwolonego umysłu jest wolna od przywiązań i niewiedzy.
Umysł uwolniony od przywiązań, umysł nigdzie nie przebywający, jest bez centrum czy też bez miejsca, i jest wobec tego zdolny do postrzegania rzeczywistości bez żadnych pośredników i zniekształceń, wynikających z wszelkich wcześniejszych sądów i idei. Jednak ta ostateczna rzeczywistość nie jest po prostu tylko przekroczeniem i oddzieleniem się od konwencjonalnej rzeczywistości. Jest przecież tylko jeden poziom rzeczywistości – i jest nim dharmadhātu (chiń. fajie), które ogarnia i zawiera wszystko. Jest to wyraźny wpływ doktryny szkoły huayan.
| Jeśli ktoś osiągnie tę naukę, to jest zawsze wolny. Jeśli ustanowione jest dharmadhatu, to wszystko jest dharmadhatu. Jeśli takość jest ustanowiona, to wszystko jest takością. Jeśli zasada jest ustanowiona, to wtedy wszystkie dharmy są zasadą. (...) Zasada i fenomeny nie różnią się, i wszystko jest cudownym działaniem. Nie ma tu innej zasady. Wszystko pochodzi z umysłu. |

Czyli wszystko jest częścią zasady rzeczywistości, jednak zwyczajni ludzie nie są tego świadomi z powodu ich ignorancji i skalań. Wraz z przebudzeniem następuje po prostu urzeczywistnienie wszystko obejmującej rzeczywistości, postrzeganie rzeczy jakimi są one naprawdę – bez dodawania czy ujmowania czegokolwiek.
| Na przykład chociaż jest wiele odbić księżyca, prawdziwy księżyc jest tylko jeden. Chociaż jest wiele źródeł wody, woda ma tylko jedną naturę. Są miriady zjawisk we wszechświecie, ale pusta przestrzeń jest tylko jedna. Jest wiele zasad, o których się mówi, ale mądrość bez przeszkód jest tylko jedna. Cokolwiek jest ustanowione, wszystko pochodzi z Jednego Umysłu. Czy budując, czy usuwając – wszystko jest cudownym działaniem, wszystko jest sobą |

Według Mazu zrozumienie niedualności doskonali czynnik mądrości, czego wynikiem jest wgląd w rzeczywistość. Proces uwalniania umysłu skutkuje w wyzwoleniu z błędnych, niejasnych postrzeżeń, rozróżniających myśli, emocji skierowanych ku sobie i dualistycznych poglądów. Złudne myśli są tłem błędnego zrozumienia sposobu istnienia rzeczy, budują arbitralne przywiązania i pożądania, emocje i obawy itd. Chociaż ludzie doświadczają ich jako istniejących naprawdę, wszystkie one nie mają swojej wewnętrznej własnej natury. Mazu argumentuje, że zaprzestanie tworzenia wszelkich umysłowych pojęć i przekroczenie dualności służy jako katalizator urzeczywistnienia rzeczywistości, która jest ta sama, niezależnie od tego czy osoba jest nieświadoma tego, czy przebudziła się do tego.
Mazu podaje także, jakiego rodzaju zrozumienie jest konieczne do osiągnięcia uniwersalnej Drogi:
| Własna natura jest pierwotnie całkowita. Jeśli tylko ani dobre ani złe rzeczy nie zaciemniają jej, to wtedy ta osoba uprawia Drogę. Chwytanie dobra i odrzucanie zła, kontemplowanie pustki i wchodzenie w samādhi, wszystko to należy do działania. Jeśli ktoś szuka na zewnątrz, oddala się od tego. Po prostu skończ z umysłowymi pojęciami w trzech światach. Jeśli nie ma tam żadnej myśli, to wtedy ktoś likwiduje korzeń narodzin i śmierci, i osiąga najwyższy skarb króla Dharmy. |

### Zręczne środki
Według Mazu wszystkie doktryny są tymczasowe; żadna nie jest kompletna. Tak jak wszystkie zjawiska (fenomeny), doktryny religijne i umysłowe zmartwienia, które one starają się zrównoważyć, są pozbawione zarówno wrodzonej realności, jak i istnienia (samego z siebie). Chociaż żadna doktryna, niezależnie od tego jak jest głęboka, nie może uchwycić prawdziwej natury rzeczywistości, która jest poza myślami i teoretycznymi tworami, to nie znaczy, że wszystkie te doktryny są sobie równe, lub że nie ma stopniowania ich zdolności do rozjaśnienia głębokich prawd i ułatwienia zrozumienia rzeczywistości. To doprowadziło Mazu (i później jego następców) do zajęcia się funkcją religijnego języka. Problemem tu jest m.in. to, że zarówno doktryny, jak i język, niezależnie od tego jak mogą być w pewnym momencie użyteczne, często stają się obiektami przywiązania uczniów. Kiedy pojawiają się te przywiązania, krępują one umysł i stają się przeszkodami na drodze do prawdziwego wglądu, powstrzymując duchowy postęp i urzeczywistnienie. Z tego powodu Mazu i inni mistrzowie chan nieustannie stawali przez wyzwaniem, jakim było przekształcanie i dostosowywanie ich nauk w odpowiedzi na skłonności uczniów do przywiązywania się do poszczególnych wypowiedzi, uwag i punktów widzenia.
Mazu i jego następcy nagięli lub, może lepiej, rozciągnęli język aż do granicy pęknięcia. Język chan nie jest językiem pięknym, nie ma cudownych fraz literackiej ekspresji. Wręcz przeciwnie, jest to język, który zwrócił się ku wzorcom codziennego języka, prostego słownictwa, używania miejscowego żargonu i idiomów. A jednak zapisane rozmowy mistrzów z uczniami i mistrzów z innymi mistrzami uderzają niezwykłą autorytatywnością. Przyczyną tego jest między innymi to, że przekazują one energię związku i spotkania pomiędzy duchowymi mistrzami i ich uczniami. Czytając je nawet dziś odczuwa się na głębokim poziomie zrozumienia, gotowość słów mistrza do przebudzenia ucznia. Równocześnie uderza także spontaniczność i improwizacyjność tych rozmów. Podstawową i główną funkcją tych słów, zdań czy też całych rozmów jest jednak tylko i wyłącznie ich zdolność do wywołania, zawsze i wszędzie, przebudzenia.
Mazu był pierwszym mistrzem chan, który wprowadził w nauczaniu pewne metody, bezpośrednio i niemedytacyjnie prowadzące uczniów do stanu niemyślenia. Był eksperymentatorem i pionierem licznych metod, które później zostały doprowadzone do doskonałości przez jego następców i ich spadkobierców.
Był pierwszym mistrzem chan, który świadomie zadawał uczniowi pytanie, na które nie było odpowiedzi, aby w chwili, gdy pytana osoba borykała się w stanie wielkiej frustracji nad odpowiedzią, krzyknąć jej do ucha he!, spodziewając się, że ów wstrząs wprowadzi ucznia w niedualny stan umysłu. Mazu był potężnej budowy, miał przeszywający wzrok i niezwykle donośny głos. Jak zanotowano w Przekazie lampy (chiń. Chuandeng lu) Spoglądał jak tygrys, kroczył jak byk. Jak opowiadał Baizhang, gdy Mazu krzyknął przy nim he!, to ogłuszył go na trzy dni.
Za oświecenie mistrz uważał wgląd we własną naturę, rozumiany jako intuicyjne zrozumienie kim i czym jestem. Twierdził, że owa prawda może być nauczona jakąkolwiek metodą użytą w odpowiednim czasie. Stosował zatem szturchnięcia, uderzenia i wszelkie tego typu fizyczne działania, pytania bez odpowiedzi, krzyki, ciszę, zapytania, odpowiedzi, wyrażenia, cytaty itd. Można powiedzieć, że Mazu ustanowił właściwie pedagogiczne podstawy nowego chanu. Nie jest konieczne poszukiwanie jakiejś szczególnej zdolności w umyśle dla oświecenia. Każde zachowanie jest umysłem, ujawnieniem natury Buddy. Pstryknięcie palcami, zmarszczenie brwi, kaszlnięcie, uśmiech, złość, smutek czy pragnienia są działaniami umysłu Buddy: są Dao, są Drogą. Nie ma żadnej potrzeby aby czynić jakieś szczególne działania; bycie naturalnym – jest Drogą. Chodzić naturalnie, siedzieć naturalnie, spać naturalnie – jest Drogą. Pozwolić umysłowi być swobodnym; nie zakładać robienia dobra, nie zakładać robienia zła. Nie ma Prawa do dotrzymywania, ani stanu Buddy do osiągania. Utrzymywać wolny umysł i nie odstępować od pustki – to jest Dao.
Wszystko to wykazuje, że Mazu nie tylko odrzucił wszystkie narzędzia tradycyjnego buddyzmu, ale jeszcze ułatwił oświecenie przez sprowadzenie go do warunków świeckiego życia i akceptacji naturalnego stanu ludzkich działań. Był znakomicie obeznany ze wszystkimi sutrami mahajany, ale nigdy nie wspomniał o Huinengu i Diamentowej Sutrze. Używał prostego, codziennego języka i nie zachęcał do praktyki przez opisywanie wspaniałych jej skutków, gdyż spowodowałoby to jeszcze jedno przywiązanie u ucznia i raczej przeszkadzałoby w znalezieniu tej pozaintelektualnej intuicji, którą opisywał, używając terminu Dao:
Uprawianie (praktyka) jest bez użytku dla osiągnięcia Dao.
Jedyną rzeczą, którą można robić, to być wolnym od skalań. Gdy czyjś umysł jest splamiony myślami o życiu i śmierci lub rozmyślnym działaniem, to jest skalanie. Uchwycenie Prawdy jest działaniem codziennego umysłu. Codzienny umysł jest wolny od umyślnego działania, wolny od pojęć właściwego i błędnego, brania i dawania, ograniczoności czy skończoności... Wszystkie nasze codzienne czynności, nasze radzenie sobie z różnymi sytuacjami, gdy one powstają – są Dao.
Wszystkie jego mowy twierdzą, mówiąc ogólnie, że rzeczywistość jest jedynie naszym umysłem, a oświecenie zawiera nierozumowe tego rozpoznanie.
Wszyscy z was pragną urzeczywistnić, że wasz własny umysł jest Buddą, to jest, że ten umysł jest umysłem Buddy... Ci, którzy poszukują prawdy, mogą urzeczywistnić, że nie ma niczego do poszukiwania. Nie ma Buddy oprócz umysłu, nie ma umysłu oprócz Buddy.
Mazu w swoim nauczaniu opierał się oczywiście na śūnyacie (pustce) Nagardżuny i wskazywał, że nawet twory umysłu są efemeryczne i nie posiadają własnej natury. Rzeczywistość jest dla nas tym, co mówią nam na ten temat nasze umysły a oświecenie czy stanie się Buddą są jedynie dojściem do porozumienia z samym sobą i z tym oszukańczym i podstępnym umysłem, który bezustannie wymyśla nam naszą rzeczywistość.

### Przykłady
- Dwa znane gong’any z Wumenguan (Bezbramna brama) pokazują wyraźnie jeden z jego sposobów nauczania.

Pytany przez Dameia Czym jest Budda?, Mazu odparł Umysł jest Buddą.
Pytany innym razem o to samo przez mnicha odparł Ani umysłem, ani Buddą.
Tak więc zależnie od okoliczności, od stopnia rozwoju ucznia – raz użył formuły pozytywnej, a drugi raz – negatywnej. Ich sprzeczność jest jednak sprzecznością pozorną, względną.
- Oto inna historia:

Mnich spytał Dlaczego mistrz stwierdził „Umysł jest Buddą”?
Ponieważ chciałem aby dziecko przestało płakać.
Mnich upierał się A kiedy płacz już ustał, co jest wtedy?
Mazu odparł Ani umysł, ani Budda.
Mnich Jak nauczysz człowieka, który nie potrzebuje żadnego z nich?
Mistrz Powiedziałbym mu „Ani rzeczami”.
Mnich A jeśli spotkasz człowieka wolnego od przywiązań do wszelkich rzeczy, co powiesz mu wtedy?
Mistrz Dałbym mu doświadczyć wielkiego Dao.
To, co później zaczęło być znane jako wenda (jap. mondo), czyli specyficzna rozmowa (wen – pytanie, da – odpowiedź) mistrza z uczniem, także zostało zapoczątkowane przez Mazu. Mistrz całkowicie zerwał z tradycją Huinenga i Shenhui, którzy siedząc na podwyższeniu wygłaszali mowy, a następnie grzecznie wysłuchiwali pytań zebranych. Rozmowa z Mazu przypominała walkę; była pełna zasadzek, umyślnych nielogiczności, pytań bez odpowiedzi, zaskakujących i prowokujących zwrotów.
Pewnego dnia Baizhang towarzyszył swemu mistrzowi na spacerze i obaj usłyszeli lecące stado dzikich gęsi.
Co to – spytał Mazu.
To dzikie gęsi, Mistrzu.
Dokąd one lecą?
Już odleciały
Nagle Mazu chwycił Baizhanga za nos i wykręcił mu go.
Auu! Auu! – wrzasnął Baizhang z bólu.
Twierdzisz, że już odleciały, a przecież mimo tego były tu od samego początku – powiedział Mazu.
W tym momencie Baizhang osiągnął oświecenie.
Pewien mnich narysował przed Mazu cztery linie. Górna linia była długa, a pozostałe krótkie. Następnie rzekł
Cóż jeszcze możesz powiedzieć poza powiedzeniem, że jedna linia jest długa, a pozostałe trzy krótkie?
Mazu narysował na ziemi jeszcze jedną linię i rzekł Jej nie można nazwać ani długą ani krótką. To jest moja odpowiedź.
Ta odpowiedź Mazu jest właśnie istotą chan.
Pewnego razu wieczorem, gdy [mistrz] cieszył się światłem księżyca razem ze swoimi trzema uczniami, nagle spytał Co możecie zrobić właściwego teraz, właśnie w tym momencie?
Jeden z mnichów rzekł Najlepsze byłoby studiowanie sutr tych starożytnych, którzy osiągnęli oświecenie.
Drugi mnich, słynny później mistrz chan Baizhang Huaihai rzekł Powinno to być dobre dla praktyki medytacji.
Trzeci mnich, także słynny później mistrz chan Nanquan Puyuan, po prostu wstał, strzepnął rękawy swojej szaty i milcząc poszedł dalej.
Mazu powiedział Teksty sutr powracają do buddyjskiego kanonu, a medytacja do niezróżnicowanego oceanu, lecz Nanquan sam przeskoczył przez to i przewyższył je.
Był to tryumf prostego działania nad religijnością i abstrakcją.

### Podsumowanie
Tak jak i Szósty Patriarcha Huineng, Mazu osiągnął wielką biegłość w stosowaniu wszelkich krańcowości do wyniesienia umysłów swoich uczniów ze świata fizycznego do metafizycznego, z poziomu względności do absolutu, ze świata rzeczy do nieskończonej pustki. Czy używał via positiva czy via negativa, zawsze był w zgodzie z potrzebami i umiejętnościami poszczególnych uczniów. Wszystkie nowości, które wprowadził do nauczania były dla jego uczniów takim zaskoczeniem, że potrafił wychować 139 mistrzów chan. Rozwijali oni zapoczątkowane przez niego metody, tak że szkoła hongzhou rosła w siłę i nieco później wyłoniła z siebie tak wielkie szkoły późniejszego okresu chan jak guiyang i linji.

### Źródła
O życiu i naukach mistrza dowiedzieć się można z następujących źródeł
- Jiangxi Mazu Daoyi chanshi yulu (江西馬祖道一禪師語錄) – yulu Mazu
- Krótka wyryta w kamieniu inskrypcja z 791 r., odkryta w 1966 r. pod pamiątkową stupą mistrza w klasztorze Baofeng (寶峰寺) w prowincji Jiangxi
- Tang gu Hongzhou Kaiyuansi Shimen Daoyi chanshi beiming bingxu (唐故洪州開元寺石門道一禪師碑銘并序) – stela mistrza Mazu stworzona przez znanego uczonego i urzędnika Quana Deyu (權德輿, 759–818) w 791 r.
- biografia mistrza w Zutang ji (祖堂集) z 952 r.
- odpowiednie fragmenty z Zongjing lu (宗鏡錄) z 961 r., pracy stworzonej przez Yongminga Yanshou (永明延壽, 904–975)
- biografia Mazu z Song gaoseng zhuan (宋高僧傳) z 988, dzieła stworzonego przez Zanninga (贊寧, 919–1001)
- Prace Guifenga Zongmiego (圭峰宗密, 780–841) na temat chanu, szczególnie Yuanjuejing dashuchao (圓覺經大疏鈔), Chanyuan zhuquanji duxu (禪源諸詮集都) i Pei Xiu sheyi wen (裴休拾遺文)
- Tiansheng guangdeng lu (天聖廣燈錄) z 1036 r.
- Wujia zhengzong zan (五家正宗贊) z 1254 r.
- lokalne druki i „ulotki” z różnych prowincji, zwłaszcza „Jiangxi tongzhi” (江西通志) i „Sichuan tongzhi” (四川通志)

## Linie przekazu Dharmy zen
+ Nazwiska z listy Jinhua Jia. Uczniowie wymienieni są w porządku alfabetycznym.
x Mistrzowie, którzy wybudowali własny klasztor.
Pierwsza liczba oznacza liczbę pokoleń mistrzów od 1 Patriarchy indyjskiego Mahakaśjapy.
Druga liczba oznacza liczbę pokoleń od 28/1 Bodhidharmy, 28 Patriarchy Indii i 1 Patriarchy Chin.
Trzecia liczba oznacza początek nowej linii przekazu w danym kraju.
- 33/6. Huineng (638–713)
  - 34/7. Nanyue Huairang (677–744)
    - 35/8. Mazu Daoyi (709–788) szkoła hongzhou
      - 36/9. Anfeng Huaikong+x (697–784) (klasztor w Xuzhou w Jiangsu)
      - 36/9. Baihu Faxuan+ (klasztor w Shaozhou w Guangdong)
      - 36/9. Bailing+ heshang
      - 36/9. Baiyan Changche+ (bd) (klasztor w Taizhou w Zhejiang)
      - 36/9. Baiyan Mingzhe+ (bd) (klasztor w Dingzhou w Hebei)
      - 36/9. Baizhang Huaihai+x (720–814) (klasztor w Hongzhou w Jiangxi)
        - 37/10. Baizhang Weizheng (zm. 819)
        - 37/10. Baizhang Niepan (bd) w niektórych tekstach przypisywany Mazu
        - 37/10. Guishan Lingyou (771–853) szkoła guiyang
        - 37/10. Huangbo Xiyun (zm. 850)
          - 38/11. Linji Yixuan (zm. 867) szkoła linji

        - 37/10. Vô Ngôn Thông (zm. 826) (Wuyan Tong) Wietnam: szkoła vô ngôn thông

      - 36/9. Banshan Baoji (720–814)
        - 37/10. Zhenzhou Puhua (zm. 860)

      - 36/9. Beilan Rang+ (bd) (klasztor w Hongzhou w Jiangxi)
      - 36/9. Benxi+ heshang (bd)
      - 36/9. Caotang+ heshang (bd) (klasztor w Jingzhao fu w Shanxi)
      - 36/9. Caoyi Fengchu+ (bd) (klasztor w Hengzhou w Hunanie)
      - 36/9. Changzhou Minggan+ (bd) (klasztor w Changzhou w Jiangsu)
      - 36/9. Chao’an+ (bd)
      - 36/9. Chongtai+ (bd)
      - 36/9. Cibei Liangjin+ (bd) (klasztor w Jinzhou w Shaanxi)
      - 36/9. Cirin Lingji (Shanxin) (bd) opat Lingfeng si
      - 36/9. Dadi+ heshang (bd) (klasztor w Xinzhou w Shanxi)
      - 36/9. Dahui Daowu+ (bd)
      - 36/9. Damei Fachang+x (752–839) (klasztor w Mingzhou w Zhejiang)
        - 37/10. Juzi (bd)
        - 37/10. Hangzhou Tianlong
          - 38/11. Jinhua Juzhi (bd)

      - 36/9. Danxia Tianran+x (739–824) spadkobierca Shitou Xiqiana (klasztor w Dengzhou w Henanie)
      - 36/9. Datong Guangdeng+ (bd) (klasztor w Lizhou w Hunan)
      - 36/9. Dayang Xiding+ (bd) (klasztor w Yingzhou w Hubei)
      - 36/9. Dazhu Huihai+ (bd) (klasztor w Yuezhou w Zhejiang)
      - 36/9. Danyuan Yingzhen+ (bd) potem został uczniem Nanyanga Huizhonga
      - 36/9. Deng Yinfeng+ (bd) (klasztor w Daizhou w Shanxi)
      - 36/9. Dongsi Ruhui+ (744–823) (klasztor w Tanzhou w Hunanie)
      - 36/9. Dong’an+ heshang (bd)
      - 36/9. Dongquan Weixian+ (bd) (klasztor w Yuezhou w Zhejiang)
      - 36/9. Ehu Dayi+x (746–818) (klasztor w Xinzhou w Jiangxi)
        - 37/10. Wangmu Xiaoran

      - 36/9. Ezhou Wudeng+x (749–830) (klasztor w Ezhou w Hubei)
      - 36/9. Fengshan Hongjun+ (bd) (klasztor w Huzhou w Zhejiang)
      - 36/9. Fenzhou Wuye+ (Dada) (760–821) (klasztor w Fenzhou w Shanxi)
      - 36/9. Fo’ao+ heshang (bd) (klasztor w Wenzhou w Zhejiang)
      - 36/9. Foguang Ruman+ (752–846) (klasztor w Luoyangu w Henanie)
        - 37/10. Bai Juyi (772–846)

      - 36/9. Fubei+ heshang (bd)
      - 36/9. Fuchong (klasztor w Chang’anie w Shaanxi)
      - 36/9. Funiu Zizai+ (741–821) (klasztor w Luoyangu Henanie)
      - 36/9. Fuqi Ce+ (bd) (klasztor w Huazhou w Shaanxi)
      - 36/9. Furong Taiyu+ (747–826) (klasztor w Changzhou w Jiangsu)
      - 36/9. Fuxi+ heshang (bd)
      - 36/9. Ganquan Zhixian+ (bd) (klasztor w Taiyuan w Shanxi)
      - 36/9. Gaocheng Fazang+ (bd)
      - 36/9. Gaoying+ (bd)
      - 36/9. Guangming Puman+ (bd)
      - 36/9. Guiyang Wuliao (787–867) już z dat wynika, że nie mógł być uczniem Mazu
      - 36/9. Guizong Zhichang+ (bd) (klasztor w Jiangzhou w Jiangxi)
        - 37/10. Gao’an Dayu (bd)
          - 38/11. Weishan Lianran (bd)
          - 38/11. Moshan Liaoran' mniszka'

      - 36/9. Gusi+ heshang (bd) (klasztor w Quzhou w Jiangxi)
      - 36/9. Hailing Qingyun+ (bd) (klasztor w Yangzhou w Jiangsu)
      - 36/9. Hangwu Zhizang+x (741–849) (klasztor w Hangzhou w Zhejiang)
      - 36/9. Hangzhou Zhizang+ (741–819) (pochodził z Indii) (klasztor w Yuezhou w Zhejiang)
      - 36/9. Haozhi (bd) (klasztor Anguo w Chang’anie w Shaanxi)
      - 36/9. Heijian+ heshang (bd) (klasztor w Luoyangu w Henanie)
      - 36/9. Heiyan+ heshang (bd)
      - 36/9. Hezhong Baoqing+ (bd) (klasztor w Puzhou w Shanxi)
      - 36/9. Hezhong Fazang+ (bd) (klasztor w Puzhou w Shanxi)
      - 36/9. Hezhong Huaize+ (bd) (klasztor w Puzhou w Shanxi)
      - 36/9. Hongluoshan+ heshang (bd) (klasztor w Youzhou w Hebei)
      - 36/9. Hongshan Shanxin+x (zm. 827) (klasztor w Suizhou w Hubei)
      - 36/9. Hongtang+ heshang (bd) (klasztor w Ezhou w Hubei)
      - 36/9. Huaitao (bd) (klasztor w Chang’anie w Shaanxi)
      - 36/9. Hualin Shanjue+ (bd) (klasztor w Tanzhou w Hunanie)
      - 36/9. Huayan Zhizang+ (zm. 835) (klasztor w Chang’anie w Shaanxi)
      - 36/9. Huishan Tanji+ (bd) (klasztor w Chizhou w Anhui)
      - 36/9. Huiyun+ (bd)
      - 36/9. Jingnan Baozhen+ (klasztor w Jingzhou w Hubei)
      - 36/9. Jingzhao Zhizang
      - 36/9. Jinku Weizhi+ (bd)
      - 36/9. Jinniu+ heshang (bd) (klasztor w Zhenzhou w Hebei) pojawia się w przypadku 74 z Biyan lu
      - 36/9. Jiujing Xuance+x (zm. 854) (klasztor w Huangzhou w Hebei)
      - 36/9. Kaiyuan Xuanxu+ (bd) (klasztor w Hongzhou w Jiangxi)
      - 36/9. Kulsan Towŏn+ (bd) Korea – Silla (klasztor w Silli)
      - 36/9. Kunshan Dingjue+ (bd) (klasztor w Suzhou w Jiangsu)
      - 36/9. Langrui+ (bd)
      - 36/9. Letan Changxing+ (bd) (klasztor w Hongzhou w Jiangxi)
      - 36/9. Letan Fahui+ (bd) (klasztor w Hongzhou w Jiangxi)
      - 36/9. Letan Weijian+ (bd) (klasztor w Hongzhou w Jiangxi)
      - 36/9. Lifan+ (zm. 829) autor Xuansheng qulu
      - 36/9. Lishan+ heshang (bd)
      - 36/9. Licun Ziman+ (bd) (klasztor w Xinzhou w Shanxi)
      - 36/9. Lianshan Shenwan+ (bd)
      - 36/9. Lufu Farou+ (bd) (klasztor w Luzhou w Shanxi)
      - 36/9. Lushan Fazang+x (ok. 745–826) (klasztor w Jiangzhou w Jiangxi)
      - 36/9. Luzu Baoyun+ (Fayun) (bd) (klasztor w Chizhou w Anhui)
      - 36/9. Lühou Ningbi+ (754–828) (klasztor w Yuezhou w Zhejiang)
      - 36/9. Luofu Daoxing+ (ok. 731–825) (klasztor w Guangzhou w Guangdong)
      - 36/9. Magu Baoche+ (ur. 720?) (klasztor w Puzhou w Shanxi)
        - 37/10/1. Muyŏm (799–888) Korea. Szkoła sŏngju

      - 36/9. Matou Shenzang+ (bd) (klasztor w Cizhou w Hebei)
      - 36/9. Mengxi+ heshang (bd)
      - 36/9. Miling+ heshang (bd) (klasztor w Hongzhou w Jiangxi)
      - 36/9. Mingxi Daoxing+ (bd) (klasztor w Lizhou w Hunanie)
      - 36/9. Nanquan Puyuan+x (748–835) (klasztor w Cizhou w Anhui)
        - 37/10. Changsha Jingcen (zm. 868)
        - 37/10. Zhaozhou Congshen (778–897)
          - 38/11. Yanyang Shanzhao (bd) (Shanxin)

        - 37/10/1. Toyun (797–868) Korea. Szkoła saja

      - 36/9. Nanyuan Daoming+ (bd) (klasztor w Yuanzhou w Jiangxi)
      - 36/9. Nanyue Zhizhou+ (bd) (klasztor w Hengzhou w Hunanie)
      - 36/9. Panshan Baoji+ (720–814) (klasztor w Youzhou w Hebei)
        - 37/10. Zhenzhou Puhua (zm. 860) czasem ujmowany jako spadkobierca Linjiego Yixuana

      - 36/9. Pang Yun+ (bd) (klasztor w Xiangzhou w Hubei)
      - 36/9. Pangyun Jushi (740–808)
      - 36/9. Qianqing Mingjue+x (zm. 831) (klasztor w Hangzou w Zhejiang)
      - 36/9. Qianyuan Hui+ (bd) (klasztor w Fuzhou w Fujian)
      - 36/9. Qianzhou Fazang+ (bd) (klasztor w Qianzhou w Jiangxi)
      - 36/9. Qifeng+ heshang (bd) (klasztor w Hangzou w Zhejiang)
      - 36/9. Qiling Zhitong+ (bd) (klasztor w Yangzhou w Jiangsu)
      - 36/9. Qinglian Yuanli+ (bd) (klasztor w Luzhou w Shanxi)
      - 36/9. Qizhou Daoyan+ (bd) (klasztor w Qizhou w Shandong)
      - 36/9. Shaozhou Ruyuan+ (bd) (klasztor w Shaozhou w Guangdong)
      - 36/9. Sanjiao Zongyin+ (bd) (klasztor w Tanzhou w Hunanie)
      - 36/9. Shanshan Zhijian+ (bd) (klasztor w Chizhou w Anhui)
      - 36/9. Shigong Huizang+ (bd) (klasztor w Fuzhou w Jiangxi)
      - 36/9. Shijiu+ heshang (bd)
      - 36/9. Shilin+ heshang (bd)
      - 36/9. Shishuang Dashan+ (bd) (klasztor w Tanzhou w Hunanie)
      - 36/9. Shongshan+ heshang (bd)
      - 36/9. Shuangling Daofang+ (bd) (klasztor w Hongzhou w Jiangxi)
      - 36/9. Hongzhou Shuilao+ (bd) (klasztor w Hongzhou w Jiangxi)
      - 36/9. Shuitang+ heshang (bd) (klasztor w Tingzhou w Fujian)
      - 36/9. Songzi Zhicong+ (bd) (klasztor w Lizhou w Hunanie)
      - 36/9. Tianhuang Daowu+x (727–808) spadkobierca Shitou Xiqiana (klasztor w Jingzhou w Hubei)
      - 36/9. Wangwu Xingming+ (bd) (klasztor w Henanfu w Henanie)
      - 36/9. Wujiu Youxuan+ (bd) Wujiu Dingzhou? (bd)
      - 36/9. Wutai Yinfeng (bd)
        - 37/10. Wuyu (bd.)

      - 36/9. Wuxie Lingmo+ (746–818) (klasztor w Wuzhou w Zhejiang)
      - 36/9. Xiangyuan Huaitan+ (bd)
      - 36/9. Xiangzhou Changjian+ (bd) (klasztor Xiangzhou w Hubei)
      - 36/9. Xianshan Dingqing+ (bd) (klasztor Xiangzhou w Hubei)
      - 36/9. Xiantong Jueping+ (bd) (klasztor w Chang’anie w Shaanxi)
      - 36/9. Xiaoyao+ heshang (bd) (klasztor w Fuzhou w Jiangxi)
      - 36/9. Xingguo Shencou+ (744–817) (klasztor w Jiangzhou w Jianhxi)
      - 36/9. Xingping+ heshang (bd) (klasztor w Jingzhaofu w Shaanxi)
      - 36/9. Xingshan Weikuan+ (755–817) (klasztor Anguo w Chang’anie w Shaanxi)
      - 36/9. Xinsi Baoji+ (bd) (klasztor w Jingzhou w Hubei)
      - 36/9. Xishan Liang+ zouzhu (bd) (klasztor w Hongzhou w Jiangxi)
      - 36/9. Xitang Zhizang+ (738–817) (klasztor w Qianzhou w Jiangxi)
        - 37/10/1. Chinggak Hongch'ŏk (bd) Korea. Szkoła silsang
        - 37/10/1. Chŏgin Hyech'ŏl (785–861) Korea. Szkoła tongni
        - 37/10/1. Wŏnjŏk Toŭi (zm. 825) Korea. Szkoła kaji

      - 36/9. Xiuxi+ heshang (bd) (klasztor w Tanzhou w Hunanie)
      - 36/9. Xiyuan Tanzang+ (758–827) (klasztor w Hengzhou w Hunanie)
      - 36/9. Xunzhou Xiuguang+ (Luofu) (bd) (klasztor w Xunzhou w Guangdong)
      - 36/9. Yangqi Zhenshu+ (zm. 820) (klasztor w Yuanzhou w Jiangxi)
      - 36/9. Yanguan Qi’an+x (752–842) (klasztor Hangzhou w Zhejiang)
        - 37/10/1. Chingam Hyeso (773–850) Korea
        - 37/10/1. T'onghyo Pŏmil (810–889) Korea. Szkoła sagul
        - 37/10/1. Yikong (jap. Gikū) Japonia
        - 37/10. Guannan Daochang (bd)
          - 38/11. Guannan Daowu (bd)

      - 36/9. Yaoshan Weiyan+x (744–827) spadkobierca Shitou Xiqiana (klasztor w Lizhou w Hunanie)
        - 37/10. Beishu heshang

      - 36/9. Yinshan+ heshang (bd) (klasztor w Tanzhou w Hunanie)
      - 36/9. Yixing Shengbian+ (bd) (klasztor w Changzhou w Jiangsu)
      - 36/9. Yongtai Lingrui+ (761–829) (klasztor w Jingzhou w Hubei)
        - 37/10. Bimoyan heshang

      - 36/9. Yuandi+ chanshi (bd) (klasztor w Lianzhou w Hunanie)
      - 36/9. Yunshui Jingzong+ (bd)
      - 36/9. Yunxiu Shenjian+ (zm. 844) (klasztor w Tangzhou w Henanie)
      - 36/9. Yutai Weiran+ (bd)
      - 36/9. Zechuan+ heshang (bd)
      - 36/9. Zhangjing Huaihui+ (756–816) (Huaiyun) (klasztor w Chang’anie w Shaanxi)
        - 37/10/1. Hyŏnik (787–869) Korea. Szkoła pongnim
        - 37/10. Hongbian (bd)

      - 36/9. Zhaoti Huilang+ (738–820) (klasztor w Tanzhou w Hunanie)
      - 36/9. Zhenzhou Jiannin (bd)
      - 36/9. Zhiguang+ (bd)
      - 36/9. Zhongyi Hong’en+ (bd) (klasztor Langzhou w Hunanie)
      - 36/9. Zhujing Qinghe+ (bd) (klasztor w Shaozhou w Guangdong)
      - 36/9. Ziyin Weijian+ (bd)
      - 36/9. Ziyu Daotong+x (731–813) (klasztor w Tangzhou w Henanie)
      - 36/9. Zongyin Deshan (bd)